# Desio
Desio (Lombardische Sprache: Dès) ist eine Gemeinde in der italienischen Provinz Monza und Brianza mit 41.570 Einwohnern (Stand 31. Dezember 2023).
1922 wurde in Desio Luigi Giussani, der Gründer der katholischen Laienbewegung Comunione e Liberazione, geboren, 1857 Achille Ratti, der spätere Papst Pius XI., getauft in der zentralen Kirche Santi Siro e Materno.

## Söhne und Töchter der Stadt
- Ottone Visconti (1207–1295), Erzbischof und Begründer der Macht der Familie Visconti in Mailand und der Lombardei
- Achille Ambrogio Damiano Ratti (1857–1939), Papst Pius XI.
- Luigi Giussani (1922–2005), Priester und Begründer der katholischen Laienbewegung Comunione e Liberazione
- Anselmo Citterio (1927–2006), Radrennfahrer
- Aurelio Milani (1934–2014), Fußballspieler
- Luigi Arienti (1937–2024), Radrennfahrer
- Giovanni Bignami (1944–2017), Astrophysiker
- Francesca Galli (* 1960), Radrennfahrerin
- Filippo Simeoni (* 1971), Radsportler
- Vito Mannone (* 1988), Fußballspieler
- Luca Caldirola (* 1991), Fußballspieler
- Martina Spigarelli (* 1992), Tennisspielerin
- Marco Sportiello (* 1992), Fußballspieler
- Martina Colmegna (* 1996), Tennisspielerin
- Luca Moroni Jr. (* 2000), Schachgroßmeister
- Valentina Basilico (* 2003), Radrennfahrerin